# Lyncar
 Lyncar  va ser un constructor britànic de cotxes per competicions automobilístiques que va arribar a disputar curses a la Fórmula 1.

## Història
Lyncar va ser fundada per Martin Slater, i va començar a competir a la Fórmula 1 a causa de la insistència del mecànic de McLaren i pilot amateur John Nicholson.
Va debutar a la Fórmula 1 a la 1974 en el GP de Gran Bretanya disputat el 20 de juliol al circuit de Brands Hatch, de la mà del pilot John Nicholson, no podent finalitzar la cursa.
L'escuderia va ser present en 2 curses de la F1 aconseguint finalitzar en dissetena posició com a millor classificació en una cursa i no assolint cap punt pel campionat de la F1.
L'últim GP disputat va ser el Gran Premi de Gran Bretanya del 1975.
Després de la seva participació en la F1, el monoplaça va ser cedit a Emilio de Villota per participar en el campionat de fórmula 2 britànic (Campionat Aurora).

## Resultats a la Fórmula 1
| Any  | Equip              | Xassís | Motor    | Pilot          | 1   | 2   | 3   | 4   | 5   | 6   | 7   | 8   | 9   | 10      | 11  | 12  | 13  | 14  | 15  | Posició | Punts |
| ---- | ------------------ | ------ | -------- | -------------- | --- | --- | --- | --- | --- | --- | --- | --- | --- | ------- | --- | --- | --- | --- | --- | ------- | ----- |
| 1974 | Pinch (Plant) Ltd. | Lyncar | Cosworth | John Nicholson | ARG | BRA | SUD | ESP | BEL | MON | SUE | HOL | FRA | GBR NVQ | ALE | AUT | ITA | CAN | USA | -       | 0     |
| 1975 | Pinch (Plant) Ltd. | Lyncar | Cosworth | John Nicholson | ARG | BRA | SUD | ESP | MON | BEL | SUE | HOL | FRA | GBR 17  | ALE | AUT | ITA | USA |     | -       | 0     |

## Palmarès a la F1
- Curses: 2
- Victòries: 0
- Podis: 0
- Poles: 0
- Voltes ràpides: 0
- Millor classificació al mundial de constructors: -
- Punts: 0